# Attentat am Niederwalddenkmal

Die acht angeklagten Attentäter

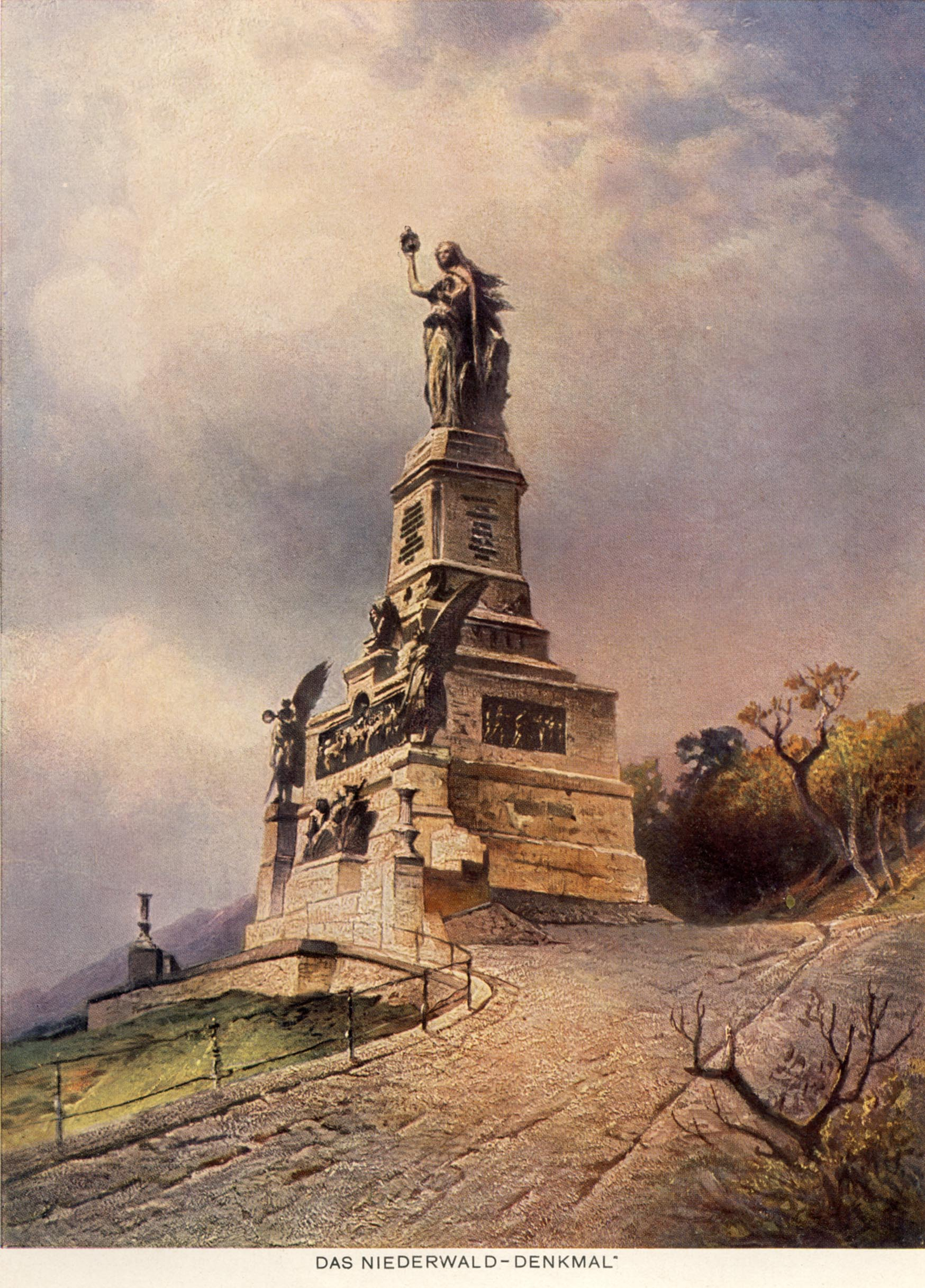
Niederwalddenkmal mit Auffahrtsstraße (Gemälde von Nikolai von Astudin, vor 1920)

Das Attentat am Niederwalddenkmal war ein versuchter, fehlgeschlagener und der insgesamt vierte Anschlag auf Kaiser Wilhelm I. Den Anschlagsversuch am 28. September 1883 unternahmen Anarchisten um August Reinsdorf anlässlich der Einweihung des Niederwalddenkmals in Rüdesheim am Rhein.

## Ausgangslage

### Örtlichkeit
Das Niederwalddenkmal war in Erinnerung an den Sieg über Frankreich im Deutsch-Französischen Krieg oberhalb von Rüdesheim auf der Höhe des Niederwaldes über dem Rhein errichtet worden. Es sollte am 28. September 1883 feierlich eröffnet werden, unter Beteiligung der höchsten politischen Prominenz des Deutschen Reiches, an ihrer Spitze der Kaiser.

### Vorbereitung
Der Anarchist August Reinsdorf, damals unter einem Aliasnamen in Elberfeld (heute: Wuppertal) ansässig, hatte eine kleine konspirative Gruppe um sich organisiert und beabsichtigte, die Einweihung für ein spektakuläres Attentat zu nutzen. Er verschaffte sich Dynamit, wobei ungeklärt ist, welchen Anteil ein Polizeispitzel dabei und bei den übrigen Vorbereitungen für das Attentat hatte. Durch den Spitzel, den Polizeirat Ludwig Rumpff von der Polizei in Frankfurt am Main in die Gruppe um August Reinsdorf eingeschleust hatte, wusste die Polizei bereits im Juli 1883, dass ein Attentat geplant war.
Reinsdorf zog sich allerdings am 8. September 1883 eine Verletzung am Bein zu. Er lag im Krankenhaus und konnte den Anschlag nicht selbst ausführen. Deshalb beauftragte er zwei Mitglieder seiner Gruppe, Franz Reinhold Rupsch und Emil Küchler, den Sprengsatz zu platzieren. Küchler besorgte am 25. September 1883 die Zündschnur, eine geteerte Hanfschnur, weil sie 50 Pfennige weniger kostete als eine mit Kautschuk abgedichtete, wasserfeste. Das Dynamit befand sich in einer Flasche oder einem Einmachglas und einem Steinzeugkrug.

## Ausführung

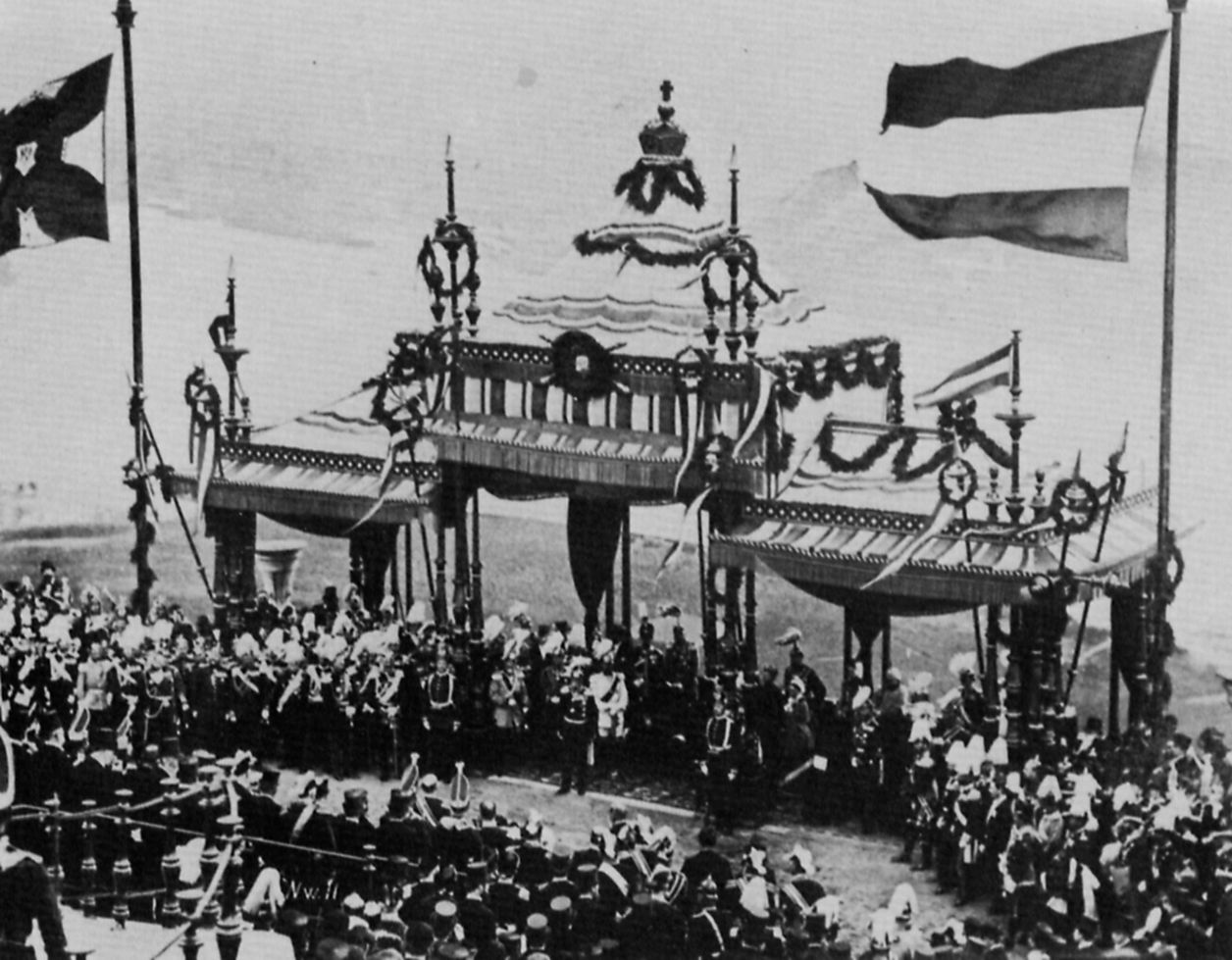
Festzelt bei der Einweihungsfeier

Am 26. September 1883 reisten Rupsch und Küchler nach Assmannshausen, dem Nachbarort von Rüdesheim. 40 Mark Reisekosten steuerte der Polizeispitzel Palm bei – wohl aus Polizeimitteln – was er aber später als Zeuge bestritt. Am 27. September 1883 fuhren sie weiter nach Rüdesheim. Hier stellten sie fest, dass sich ihr ursprünglicher Plan, das Dynamit unter dem Festzelt des Kaisers am Denkmal selbst zu platzieren, nicht durchführen ließ: Dort wurden noch letzte Arbeiten durchgeführt, und es gab keine Möglichkeit, den Sprengstoff unbeobachtet zu deponieren.
Der Plan wurde geändert: Der Anschlag sollte nun auf der Fahrstraße durchgeführt werden, die von Rüdesheim zum Denkmal hinauf führte. Dafür suchten sie eine Stelle aus, an der in der Nähe eines Waldes unter der Straße eine Drainage durchführte. Dort schoben sie das Dynamit hinein. Die Zündschnur verlegten sie im Graben bis in den Wald. Es begann zu regnen.
Am nächsten Tag beobachtete Küchler den herannahenden Festzug, in dem sich neben dem Kaiser auch der Kronprinz und verschiedene Bundesfürsten befanden, und gab Rupsch ein vereinbartes Zeichen. Der versuchte mit einer Zigarre die Schnur zu entzünden, was allerdings nicht gelang: Sie war so feucht, dass sie kein Feuer fing. Die Attentäter unternahmen einen zweiten Versuch, als der Kaiser nach der Einweihung auf der gleichen Strecke zurück fuhr. Rupsch entzündete dazu die Schnur an einer trockenen Stelle. Aber sie brannte nur wenige Zentimeter, bevor sie erlosch. Küchler schlug nun vor, einen Anschlag gegen das Hoftheater in Wiesbaden zu unternehmen, wo der Kaiser am Abend einer Festvorstellung beiwohnte. Das aber lehnte Rupsch ab. Sie verübten vielmehr einen Anschlag auf die Festhalle in Rüdesheim, der aber nur Sachschaden hervorrief, und kehrten anschließend nach Elberfeld zurück.

## Strafrecht und Politik

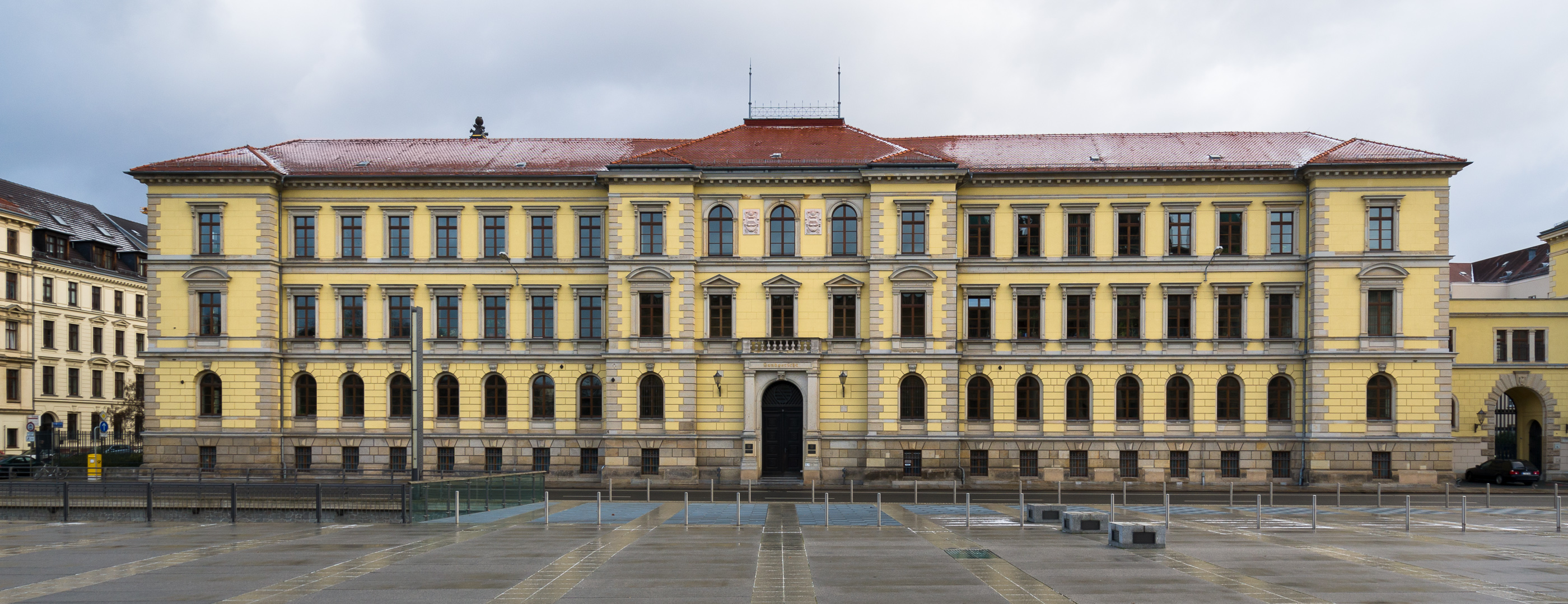
Landgericht Leipzig: Ort der Gerichtsverhandlung

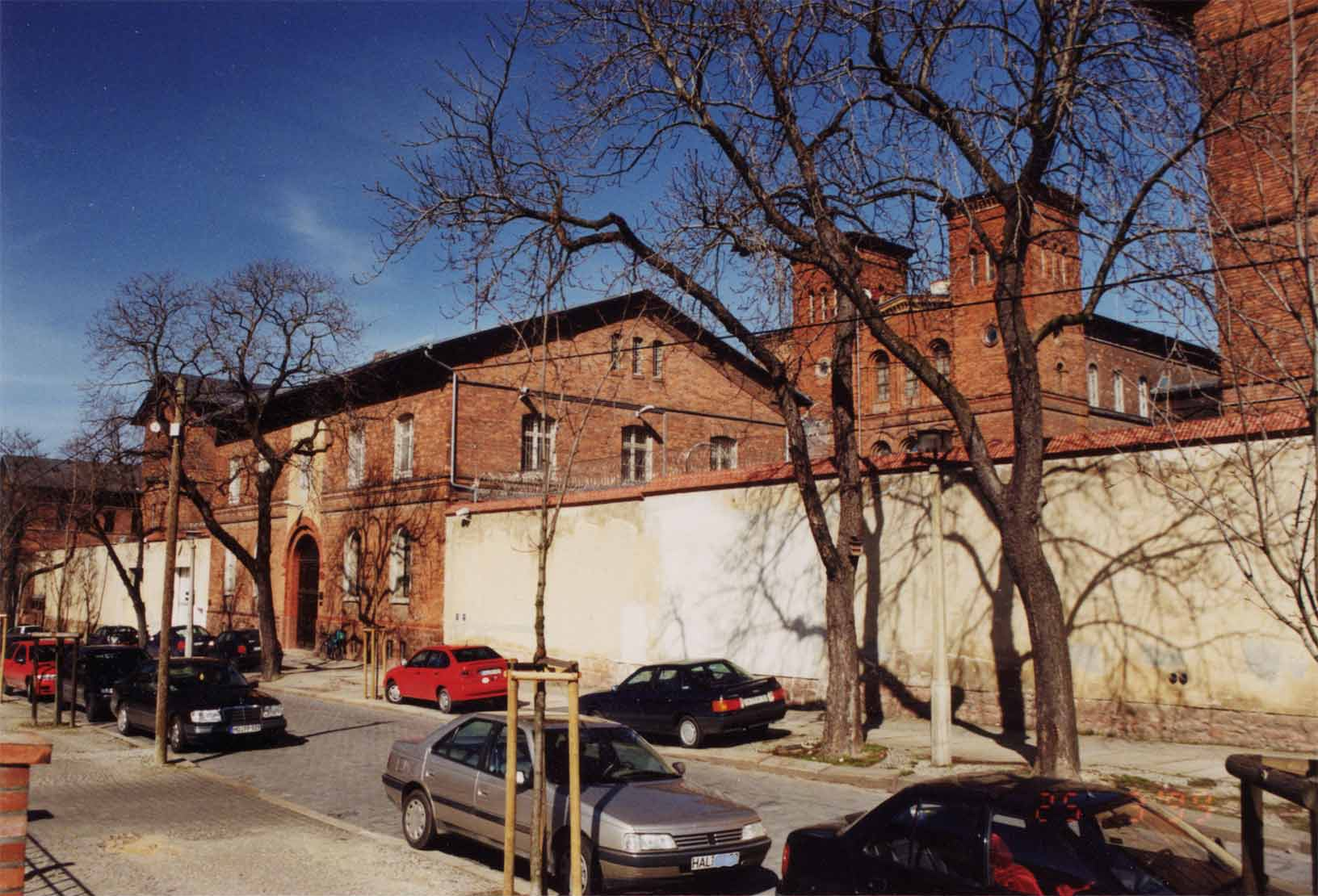
Roter Ochse in Halle – Ort der Hinrichtung

Vermutlich aufgrund der Informationen des Polizeispitzels gelang es der Polizei, Reinsdorf, der am 23. Oktober aus dem Krankenhaus entlassen worden war, am 11. Januar 1884 zu verhaften und in der Folge fast alle Mitwisser. Lediglich einem gelang die Flucht nach Amerika.
Obwohl alle der Tat Verdächtigten in Untersuchungshaft genommen waren, wurde in der Presse nicht darüber berichtet. Am 23. April 1884 schrieb der Kaiser an Minister Robert von Puttkamer:

„Da ich nun seit Monaten nie eine Silbe über den entdeckten Frevel gehört habe […], so scheint die Angelegenheit kurz vor der Debatte über das Sozialistengesetz wichtig zu verwerten für die Abstimmung. Da ein Geständnis vorliegt, so ist das Geheimnis nun nicht mehr zu bewahren, um Mitwisser zu erforschen. Sprechen Sie doch gleich mit Frst. Bismarck von dieser Mitteilung, um die Presse in Bewegung zu setzen.“

Am nächsten Tag machte Eugen Richter, Mitglied der Reichstagskommission für das Sozialistengesetz, Mitteilung, dass die Behörden Beweise über das Attentat am Niederwalddenkmal hätten. Damit sollte erreicht werden, dass mehr Abgeordnete für eine bisher nicht sichere Verlängerung des Sozialistengesetzes stimmten. Erst durch diese Mitteilung des Reichstagsabgeordneten erfuhr die Öffentlichkeit von dem misslungenen Attentat.
Der Strafprozess gegen die Attentäter erregte großes Aufsehen. Als Hochverratsprozess fand er vor dem Reichsgericht in Leipzig unter dem Vorsitz des Senatspräsidenten vor dem II. Strafsenat, Edwin von Drenkmann, statt. Da das Reichsgerichtsgebäude noch nicht fertiggestellt war, fand die Verhandlung in Räumen des Leipziger Landgerichts statt.
Angeklagt waren insgesamt acht Männer, zum Teil wegen Täterschaft, zum Teil wegen Beihilfe. Am 22. Dezember 1884 wurden Reinsdorf, Küchler und Rupsch zum Tode verurteilt, zwei weitere Angeklagte zu langjährigen Zuchthausstrafen, drei freigesprochen, weil ihnen eine Tatbeteiligung nicht nachzuweisen war.
Im Detail legte das Urteil fest, dass „der Angeklagte Bachmann wegen versuchten Mordes und Brandstiftung mit 10 Jahren Zuchthaus, 10 Jahren Ehrverlust und Polizeiaufsicht, Angeklagter Rupsch wegen Hochverrats mit dem Tode und dem Verlust der bürgerlichen Ehrenrechte, außerdem wegen versuchten Mordes und Brandstiftung mit 12 Jahren Zuchthaus, 10 Jahren Ehrverlust und Polizeiaufsicht, der Angeklagte Küchler wegen Hochverrats mit dem Tode und Verlust der bürgerlichen Ehrenrechte, ferner wegen versuchten Mordes und Brandstiftung mit 12 Jahren Zuchthaus, 10 Jahren Ehrverlust und Polizeiaufsicht, der Angeklagte Reinsdorf wegen Anstiftung zum Hochverrat mit dem Tode und Verlust der bürgerlichen Ehrenrechte, und wegen Anstiftung zum versuchten Morde und zur Brandstiftung mit 15 Jahren Zuchthaus, 10 Jahren Ehrverlust und Polizeiaufsicht zu bestrafen, dagegen der Angeklagte Reinsdorf wegen Anstiftung eines weiteren versuchten Mordes und Brandstiftung freizusprechen, der Angeklagte Holzhauer wegen Beihilfe zum Hochverrat mit 10 Jahren Zuchthaus, 10 Jahren Ehrverlust, wegen Beihilfe zum versuchten Morde und zur Brandstiftung freizusprechen, daß ferner die Angeklagten Söhngen, Rheinbach und Töllner von der Anklage wegen Beihilfe zum Hochverrat und wegen Beihilfe zum versuchten Morde und zur Brandstiftung freizusprechen …“ seien.
Wilhelm I. begnadigte Rupsch zu lebenslangem Zuchthaus, die beiden anderen wurden am 7. Februar 1885 im Hof des „Roten Ochsen“ in Halle durch Scharfrichter Julius Krautz aus Charlottenburg mit dem Fallbeil hingerichtet, zuerst Reinsdorf, dann Küchler. Einer der zu langjährigen Haftstrafen Verurteilten beging noch im selben Jahr Suizid. Rupsch verblieb bis zu seinem Tod im Jahr 1918 in Haft.

## Wissenswert
Am 14. Januar 1885 wurde Polizeirat Rumpff vor seiner Wohnung erstochen. Ob dies von anarchistischer Hand geschah oder Teil einer Auseinandersetzung des Polizisten mit der Zuhälterszene in Frankfurt, wurde – zumindest in den Augen der Kritiker des bismarckschen Staates – nie befriedigend geklärt. Schuhmacher Lieske aus Bockenheim, ein junger Anarchist, wurde als Täter verhaftet, bestritt die Tat und wurde in einem Indizienprozess zum Tode verurteilt und am 17. November 1885 in der Strafanstalt Wehlheiden geköpft.

## Verfilmung
Das Geschehen wurde 1975 vom ZDF unter dem Titel Ein deutsches Attentat verfilmt (Regie: Günter Gräwert).